# Campeonato Mundial de Triatlo de 2017
O 2017 ITU World Triathlon Series ou Campeonato Mundial de Triatlo de 2017 foi uma série de 9 eventos de triatlo que aconteceram até a Grand Final realizada em Roterdã, Países Baixos nos dias 14 a 17 de setembro. As séries são organizadas sob as ordens da International Triathlon Union (ITU).

## Calendário
Em 2017 as séries visitam 9 cidades, o ano marca apenas uma etapa de sprint, e repete todas as cidades da edição de 2016, menos a grand final.

## Eventos
| Data                | Local                              | Status      |
| ------------------- | ---------------------------------- | ----------- |
| 3 – 4 de março      | Abu Dabi ( Emirados Árabes Unidos) |             |
| 8 – 9 de abril      | Gold Coast ( Austrália)            | Sprint      |
| 13 – 14 de maio     | Yokohama ( Japão)                  |             |
| 10 – 11 de junho    | Leeds ( Reino Unido)               |             |
| 15 – 16 de julho    | Hamburgo ( Alemanha)               |             |
| 28 – 30 de julho    | Edmonton ( Canadá)                 |             |
| 5 – 6 de agosto     | Montreal ( Canadá)                 |             |
| 26 – 27 de agosto   | Estocolmo ( Suécia)                |             |
| 14 – 17 de setembro | Roterdã ( Países Baixos)           | Grand Final |

## Resultados

### Quadro de Medalhas

#### Masculino
| Event      | Ouro                    | Prata                      | Bronze                     |
| ---------- | ----------------------- | -------------------------- | -------------------------- |
| Abu Dhabi  | Javier Gómez Noya (ESP) | Thomas Bishop (GBR)        | Vincent Luis (FRA)         |
| Gold Coast | Mario Mola (ESP)        | Richard Murray (RSA)       | Fernando Alarza (ESP)      |
| Yokohama   | Mario Mola (ESP)        | Fernando Alarza (ESP)      | Kristian Blummenfelt (NOR) |
| Leeds      | Alistair Brownlee (GBR) | Jonathan Brownlee (GBR)    | Fernando Alarza (ESP)      |
| Hamburg    | Mario Mola (ESP)        | Jacob Birtwhisle (AUS)     | Ryan Sissons (NZL)         |
| Edmonton   | Mario Mola (ESP)        | Jacob Birtwhisle (AUS)     | Richard Murray (RSA)       |
| Montreal   | Javier Gómez Noya (ESP) | Kristian Blummenfelt (NOR) | Richard Murray (RSA)       |
| Estocolmo  | Jonathan Brownlee (GBR) | Kristian Blummenfelt (NOR) | Pierre Le Corre (FRA)      |
| Roterdã    | Vincent Luis (FRA)      | Kristian Blummenfelt (NOR) | Mario Mola (ESP)           |
| Fonte:     |                         |                            |                            |

#### Feminino
| Event      | Ouro                  | Prata                   | Bronze                  |
| ---------- | --------------------- | ----------------------- | ----------------------- |
| Abu Dhabi  | Andrea Hewitt (NZL)   | Jodie Stimpson (GBR)    | Sara Vilic (AUT)        |
| Gold Coast | Andrea Hewitt (NZL)   | Ashleigh Gentle (AUS)   | Juri Ide (JPN)          |
| Yokohama   | Flora Duffy (BER)     | Katie Zaferes (USA)     | Kirsten Kasper (USA)    |
| Leeds      | Flora Duffy (BER)     | Taylor Spivey (USA)     | Alice Betto (ITA)       |
| Hamburgo   | Flora Duffy (BER)     | Ashleigh Gentle (AUS)   | Laura Lindermann (GER)  |
| Edmonton   | Flora Duffy (BER)     | Taylor Knibb (USA)      | Katie Zaferes (USA)     |
| Montreal   | Ashleigh Gentle (AUS) | Flora Duffy (BER)       | Andrea Hewitt (NZL)     |
| Estocolmo  | Flora Duffy (BER)     | Jessica Learmonth (GBR) | Ashleigh Gentle (AUS)   |
| Roterdã    | Flora Duffy (BER)     | Katie Zaferes (USA)     | Jessica Learmonth (GBR) |
| Source:    |                       |                         |                         |

## Resultados
| Evento    | Ouro                                  | Prata                                   | Bronze                                     |
| --------- | ------------------------------------- | --------------------------------------- | ------------------------------------------ |
| Masculino | Mario Mola Díaz · Espanha · 4728 pts. | Javier Gómez Noya · Espanha · 4311 pts. | Kristian Blummenfelt · Noruega · 4281 pts. |
| Feminino  | Flora Duffy · Bermudas · 5200 pts.    | Ashleigh Gentle · Austrália · 4320 pts. | Katie Zaferes · Estados Unidos · 4302 pts. |